# Timo Kautonen
Timo Kautonen   (Lahti, 12 de març de 1945) fou un futbolista finlandès de la dècada de 1960.
Fou 51 cops internacional amb la selecció finlandesa.
Pel que fa a clubs, destacà a Reipas Lahti.